# La Rectoria (Torelló)
La Rectoria és un edifici de Torelló (Osona) protegit com a Bé Cultural d'Interès Local.

## Descripció
Es tracta d'un edifici entre mitgeres de planta baixa i dos pisos, de coberta de teula àrab, amb ràfec inclinat sobre la façana. De l'edificació antiga només se'n conserva la façana.
La façana està orientada a nord, està arrebossada i pintada, els emmarcaments de les obertures són de pedra vista natural. La distribució de les obertures no segueix un patró. Tenim dos portals a la planta baixa, tres balcons a la primera planta i una filera de finestres al segon pis.
A la planta baixa destaca el portal principal d'entrada en forma d'arc de mig punt. A la clau de l'arc hi ha diverses dates i signes gravats: una creu grega, un cor que conté la inscripció IHS, les lletres PI, SB i finalment la data 1642. El tancament de la porta és de fusta de doble batent i reblonada. A la banda esquerra hi ha un portal rectangular amb llinda de pedra aparellada i amb una clau central. Els brancals són de pedra encadenada.
Al primer pis trobem tres balcons emmarcats en pedra. Les baranes són de ferro de barrots simples acabades amb poms als angles. Les finestres del segon pis estan disposades de forma més ordenada.
La rectoria de Torelló, força allunyada del temple parroquial, té un origen medieval. D'aquesta època hi ha dades disperses que fan referència al manteniment d'aquesta.
En el segle xv la rectoria disposava de dependències per emmagatzemar cereals, vi i altres productes (cups i bótes). També era propietat seva una vinya propera a la font de Terrades. La casa Delmera (pl. de la Vila) avui desapareguda, també estava vinculada a la rectoria.
La casa rectoral es va restaurar l'any 1780. Un segle més tard, l'any 1887, el mur de l'hort de la rectoria fou enretirat. Al segle xx es va tornar a restaurar. Fou el rector Ramon Pladelasala i Euras a l'any 1932 qui se n'ocupà. Als anys 40 del segle XX es renovà la façana, destacant-ne la portalada.
L'any 1974 es va enderrocar la casa per tal d'eixamplar el carrer Sant Feliu. L'hort de la rectoria va passar a ser plaça pública, la plaça Jacint Verdaguer i també s'hi va construir un habitatge plurifamiliar i la nova rectoria.

## Història
La rectoria de Torelló, força allunyada del temple parroquial, té un origen medieval. D'aquesta època hi ha dades disperses que fan referència al manteniment d'aquesta.
En el segle xv la rectoria disposava de dependències per emmagatzemar cereals, vi i altres productes (cups i bótes). També era propietat seva una vinya propera a la font de Terrades. La casa Delmera (pl. de la Vila) avui desapareguda, també estava vinculada a la rectoria.
La casa rectoral es va restaurar l'any 1780. Un segle més tard, l'any 1887, el mur de l'hort de la rectoria fou enretirat. Al segle xx es va tornar a restaurar. Fou el rector Ramon Pladelasala i Euras a l'any 1932 qui se n'ocupà. Als anys 40 del segle XX es renovà la façana, destacant-ne la portalada.
L'any 1974 es va enderrocar la casa per tal d'eixamplar el carrer Sant Feliu. L'hort de la rectoria va passar a ser plaça pública, la plaça Jacint Verdaguer i també s'hi va construir un habitatge plurifamiliar i la nova rectoria.